# Cornelius Amory Pugsley

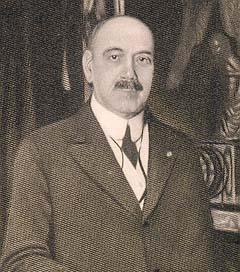
Cornelius Amory Pugsley

Cornelius Amory Pugsley (* 17. Juli 1850 in Peekskill, New York; † 10. September 1936 ebenda) war ein US-amerikanischer Politiker. Zwischen 1901 und 1903 vertrat er den Bundesstaat New York im US-Repräsentantenhaus.

## Werdegang
Cornelius Amory Pugsley wurde ungefähr zwei Jahre nach dem Ende des Mexikanisch-Amerikanischen Krieges in Peekskill im Westchester County geboren und wuchs dort auf. In dieser Zeit besuchte er öffentliche Schulen und erlangte durch einen Privatlehrer eine Hochschulbildung. Zwischen 1867 und 1870 arbeitete er als clerk und assistant Postmaster. Er ging 1870 Bankgeschäften nach und war Präsident im Board of Trustees an der Peekskill Military Academy.
Politisch gehörte er der Demokratischen Partei an. Bei den Kongresswahlen des Jahres 1900 für den 57. Kongress wurde Pugsley im 16. Wahlbezirk von New York in das US-Repräsentantenhaus in Washington, D.C. gewählt, wo er am 4. März 1901 die Nachfolge von John Q. Underhill antrat. Im Jahr 1902 erlitt er bei seiner Wiederwahlkandidatur eine Niederlage und schied nach dem 3. März 1903 aus dem Kongress aus.
Nach seiner Kongresszeit ging er in Peekskill wieder Bankgeschäften nach. Er war in den Jahren 1906 und 1907 President General der Sons of the American Revolution. 1908 nahm er als Delegierter an der Democratic National Convention teil. Er war 1913 Präsident der New York State Bankers’ Association und Präsident der Westchester County National Bank in Peekskill. Dann saß er in der Westchester County Park Commission. Am 10. September 1936 verstarb er in Peekskill. Sein Leichnam wurde dann auf dem Raymond Hill Cemetery in Carmel beigesetzt.